# X. sjezd KSČ
X. sjezd KSČ byl sjezd tehdy vládnoucí Komunistické strany Československa konaný v Československé republice roku 1954.
Sjezd se odehrával ve dnech 11.–15. června 1954. Konal se v Praze. Účastnilo se ho 1510 delegátů, kteří zastupovali 1 489 234 tehdejších členů KSČ. Prvním tajemníkem strany byl zvolen Antonín Novotný, předsedou Ústřední revizní komise se stal Josef Štětka.  Sjezd zvolil 84 členů a 28 kandidátů Ústředního výboru Komunistické strany Československa.
Sjezd se odehrával v době po smrti Stalina a Klementa Gottwalda a po prvních projevech veřejného nesouhlasu s politikou KSČ (plzeňské povstání). Strana ale dokázala tyto otřesy vstřebat a na sjezdu konstatovala platnost Generální linie výstavby socialismu.